# Battery management system
Un BMS (dall'inglese battery management system) o sistema di gestione della batteria è qualsiasi sistema elettronico che gestisce una batteria ricaricabile (cella o pacco batteria), ad esempio proteggendo la batteria dal funzionamento al di fuori della sua area operativa sicura, monitorandone lo stato, calcolando i dati secondari, riportando quei dati, controllando il suo ambiente, autenticandolo e/o bilanciandolo.
Un pacco batteria costruito insieme a un sistema di gestione della batteria con un bus dati di comunicazione esterno è detto pacco batteria intelligente. Una batteria intelligente deve essere caricata da un caricabatteria intelligente.

## Funzioni

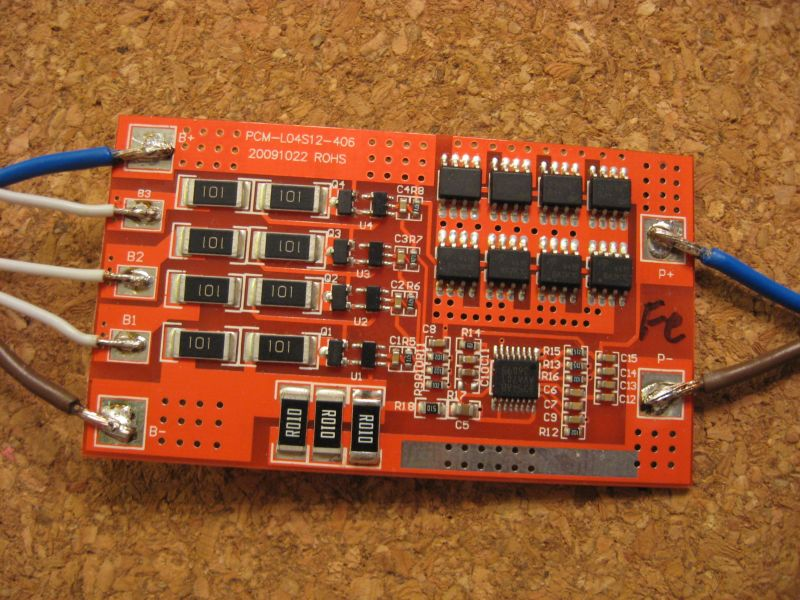
Circuito di sicurezza per batterie LiFePO4 a quattro celle con bilanciatore

### Monitoraggio
Un BMS può monitorare lo stato della batteria rappresentato da vari elementi, come:
- Tensione : tensione totale, tensioni delle singole celle o tensione delle prese periodiche
- Temperatura : temperatura media, temperatura di ingresso del refrigerante, temperatura di uscita del refrigerante o temperature delle singole celle
- Flusso refrigerante: per batterie raffreddate a liquido
- Corrente : corrente in entrata o in uscita dalla batteria
- Salute delle singole celle
- Stato di equilibrio delle celle

### Sistemi per veicoli elettrici: recupero energetico
- Il BMS controllerà anche la ricarica della batteria reindirizzando l'energia recuperata (ovvero dalla frenata rigenerativa) nel pacco batteria (tipicamente composto da un numero di moduli batteria, ciascuno composto da un numero di celle).

I sistemi di gestione termica della batteria possono essere passivi o attivi e il mezzo di raffreddamento può essere aria, liquido o qualche forma di cambiamento di fase. Il raffreddamento ad aria è vantaggioso per la sua semplicità. Tali sistemi possono essere passivi, basandosi solo sulla convezione dell'aria circostante, o attivi, utilizzando ventole per il flusso d'aria. Commercialmente, Honda Insight e Toyota Prius utilizzano entrambe il raffreddamento ad aria attivo dei loro sistemi di batterie. Il principale svantaggio del raffreddamento ad aria è la sua inefficienza. Per azionare il meccanismo di raffreddamento è necessario utilizzare grandi quantità di energia, molto più del raffreddamento a liquido attivo. Anche i componenti aggiuntivi del meccanismo di raffreddamento aggiungono peso al BMS, riducendo l'efficienza delle batterie utilizzate nel trasporto.
Il raffreddamento a liquido ha un potenziale di raffreddamento naturale più elevato rispetto al raffreddamento ad aria poiché i refrigeranti liquidi tendono ad avere conduttività termiche più elevate rispetto all'aria. Le batterie possono essere immerse direttamente nel refrigerante oppure il refrigerante può fluire attraverso il BMS senza entrare direttamente in contatto con la batteria. Il raffreddamento indiretto ha il potenziale per creare grandi gradienti termici attraverso il BMS a causa della maggiore lunghezza dei canali di raffreddamento. Questo può essere ridotto pompando il refrigerante più velocemente attraverso il sistema, creando un compromesso tra velocità di pompaggio e consistenza termica.

### Calcolo
Inoltre, un BMS può calcolare i valori in base agli elementi seguenti, ad esempio:
- Tensione: tensione minima e massima della cella
- Stato di carica (State of Charge, SoC) o profondità di scarica (Depth of Discharge, DoD), per indicare il livello di carica della batteria
- Stato di salute (State of Health, SoH), una misura variamente definita della capacità residua della batteria come percentuale della capacità originale
- Stato di alimentazione (State of Power, SoP), la quantità di energia disponibile per un intervallo di tempo definito in base all'utilizzo corrente dell'energia, alla temperatura e ad altre condizioni
- Stato di sicurezza (State of Safety, SoS)
- Corrente di carica massima come limite di corrente di carica (charge current limit, CCL)
- Corrente di scarica massima come limite di corrente di scarica (discharge current limit, DCL)
- Energia [kWh] erogata dall'ultima carica o ciclo di carica
- Impedenza interna di una cella (per determinare la tensione a circuito aperto)
- Carica [Ah] erogata o immagazzinata (a volte questa funzione è chiamata contatore di Coulomb)
- Energia totale erogata dal primo utilizzo
- Tempo di funzionamento totale dal primo utilizzo
- Numero totale di cicli
- Monitoraggio della temperatura
- Flusso del refrigerante per batterie raffreddate ad aria o liquido

### Comunicazione
Il controller centrale di un BMS comunica internamente con il suo hardware che opera a livello di cella o esternamente con hardware di alto livello come laptop o HMI.
La comunicazione esterna di alto livello è semplice e utilizza diversi metodi:
- Diversi tipi di trasmissioni seriali.
- Comunicazioni CAN bus, comunemente utilizzate negli ambienti automotive.
- Diversi tipi di comunicazioni wireless.[4]

I BMS centralizzati a bassa tensione per lo più non hanno comunicazioni interne.
I BMS distribuiti o modulari devono utilizzare una comunicazione cella-controller interna (architettura modulare) o controller-controller (architettura distribuita) interna di basso livello. Questi tipi di comunicazioni sono difficili, soprattutto per i sistemi ad alta tensione. Il problema è lo spostamento di tensione tra le celle. Il primo segnale di massa della cella può essere centinaia di volt più alto dell'altro segnale di massa della cella. Oltre ai protocolli software, esistono due modi noti di comunicazione hardware per i sistemi di spostamento della tensione, l'isolatore ottico e la comunicazione wireless. Un'altra restrizione per le comunicazioni interne è il numero massimo di celle. Per l'architettura modulare la maggior parte dell'hardware è limitata a un massimo di 255 nodi. Per i sistemi ad alta tensione il tempo di ricerca di tutte le celle è un'altra restrizione, limitando le velocità minime del bus e perdendo alcune opzioni hardware. Il costo dei sistemi modulari è importante, perché può essere paragonabile al prezzo della cella. La combinazione di restrizioni hardware e software si traduce in alcune opzioni per la comunicazione interna:
- Comunicazioni seriali isolate
- comunicazioni seriali senza fili

Per aggirare le limitazioni di potenza dei cavi USB esistenti dovute al calore generato dalla corrente elettrica, sono stati sviluppati protocolli di comunicazione implementati nei caricabatterie per telefoni cellulari per negoziare una tensione elevata, i più utilizzati sono Qualcomm Quick Charge e MediaTek Pump Express. "VOOC" di Oppo (chiamato anche "Dash Charge" con "OnePlus") aumenta la corrente anziché la tensione con l'obiettivo di ridurre il calore prodotto nel dispositivo durante la conversione interna di una tensione elevata fino alla tensione di carica terminale della batteria, che tuttavia rende incompatibile questa tecnologia con i cavi USB esistenti e si basa su speciali cavi USB ad alta corrente con fili di rame di conseguenza più spessi. Più recentemente, lo standard USB Power Delivery mira a un protocollo di negoziazione universale su dispositivi fino a 240 watt.

### Protezione
Un BMS può proteggere la sua batteria impedendole di operare al di fuori della sua area operativa sicura, ad esempio:
- Sovraccarica
- Scarica eccessiva
- Sovracorrente durante la ricarica
- Sovracorrente durante la scarica
- Sovratensione durante la carica, particolarmente importante per le celle al piombo-acido, agli ioni di litio e LiFePO4
- Sottotensione durante la scarica, particolarmente importante per le celle agli ioni di litio e LiFePO4
- Sovratemperatura
- Sottotemperatura
- Sovrapressione (batterie NiMH)
- Rilevamento guasto a terra o corrente di dispersione (sistema che monitora che la batteria ad alta tensione sia elettricamente scollegata da qualsiasi oggetto conduttivo toccabile per l'uso come la carrozzeria del veicolo)

Il BMS può impedire il funzionamento al di fuori dell'area operativa sicura della batteria:
- Comprendendo un interruttore interno (come un relè o mosfet) che viene aperto se la batteria viene utilizzata al di fuori della sua area operativa sicura
- Richiedendo ai dispositivi di ridurre o addirittura interrompere l'utilizzo o la ricarica della batteria.
- Controllando attivamente l'ambiente, ad esempio tramite riscaldatori, ventole, aria condizionata o raffreddamento a liquido
- Riducendo la velocità del processore per ridurre il calore generato.

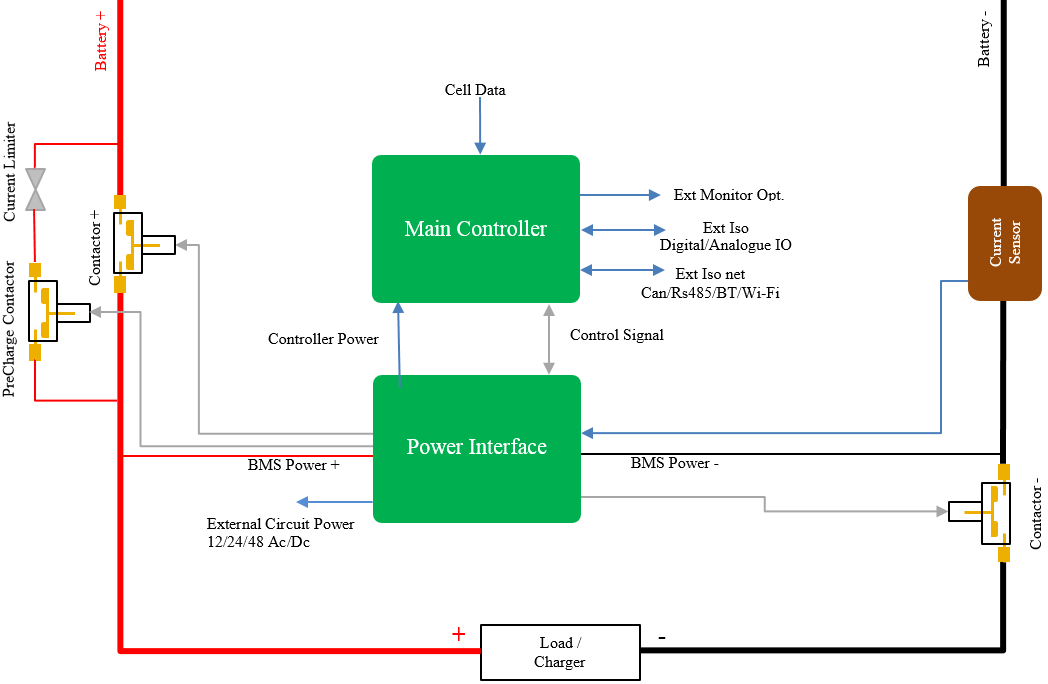
Controllore principale BMS

### Collegamento della batteria al circuito di carico
Un BMS può anche disporre di un sistema di precarica che consente un modo sicuro per collegare la batteria a carichi diversi ed eliminare le eccessive correnti di spunto per caricare i condensatori.
Il collegamento ai carichi è normalmente controllato tramite relè elettromagnetici chiamati contattori. Il circuito di precarica può essere costituito da resistori di potenza collegati in serie ai carichi fino a quando i condensatori non sono carichi. In alternativa, è possibile utilizzare un alimentatore switching (o switched-mode power supply) collegato in parallelo ai carichi per caricare la tensione del circuito di carico fino a un livello sufficientemente vicino alla tensione della batteria per consentire la chiusura dei contattori tra batteria e circuito di carico. Un BMS può disporre di un circuito in grado di verificare se un relè è già chiuso prima della precarica (ad esempio a causa della saldatura) per evitare che si verifichino correnti di spunto.

### Bilanciamento

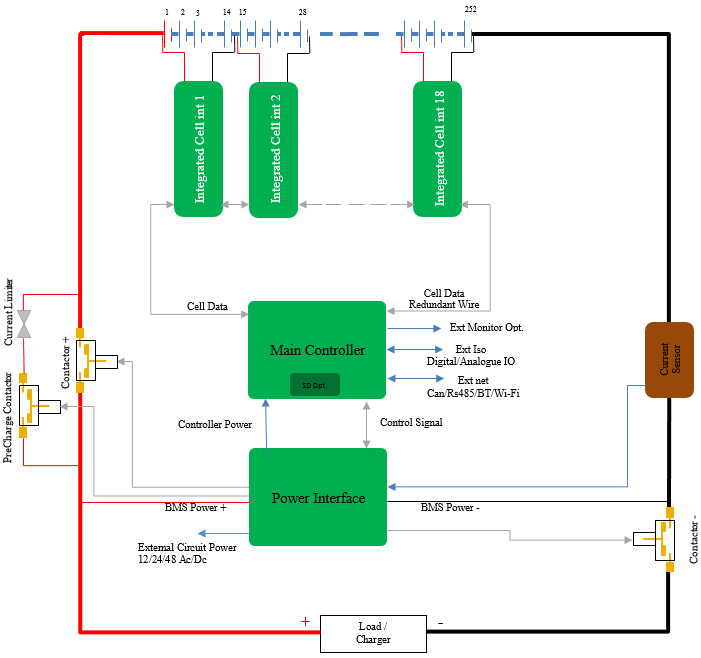
Sistema di gestione distribuita della batteria

Al fine di massimizzare la capacità della batteria e prevenire la sottocarica o la sovraccarica localizzata, il BMS può garantire attivamente che tutte le celle che compongono la batteria siano mantenute alla stessa tensione o stato di carica, attraverso il bilanciamento. Il BMS può bilanciare le celle:
- Sprecando energia dalle celle più cariche collegandole a un carico (ad esempio tramite regolatori passivi)
- Rimescolando dell'energia dalle celle più cariche a quelle meno cariche (bilanciatori)
- Riducendo la corrente di carica a un livello sufficientemente basso da non danneggiare le celle completamente cariche, mentre le celle meno cariche possono continuare a caricarsi (non si applica alle celle chimiche al litio)

## Topologie

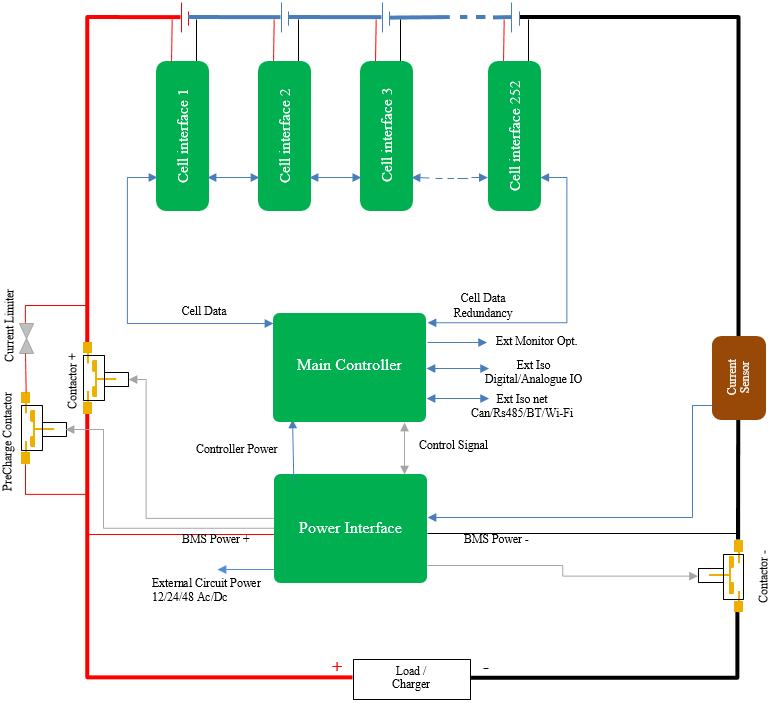
Modulo del cavo di trasferimento dati

La tecnologia BMS varia in termini di complessità e prestazioni:
- Semplici regolatori passivi ottengono il bilanciamento tra batterie o celle bypassando la corrente di carica quando la tensione della cella raggiunge un certo livello. La tensione della cella è un cattivo indicatore del SoC della cella (e per alcuni prodotti chimici al litio, come LiFePO4, non è affatto un indicatore), quindi rendere uguali le tensioni delle celle utilizzando regolatori passivi non bilancia il SoC, che è l'obiettivo di un BMS. Pertanto, tali dispositivi, sebbene certamente utili, hanno gravi limitazioni nella loro efficacia.
- Regolatori attivi che accendono e spengono in modo intelligente un carico quando appropriato, sempre per ottenere il bilanciamento. Se come parametro per abilitare i regolatori attivi viene utilizzata solo la tensione di cella, si applicano gli stessi vincoli sopra indicati per i regolatori passivi.
- Un BMS completo riporta anche lo stato della batteria su un display e protegge la batteria.

Le topologie BMS rientrano in tre categorie:
- Centralizzato: un unico controller è collegato alle celle della batteria attraverso una moltitudine di fili
- Distribuito: una scheda BMS è installata in ogni cella, con un solo cavo di comunicazione tra la batteria e un controller
- Modulare: pochi controllori, ognuno dei quali gestisce un certo numero di celle, con comunicazione tra i controllori

I BMS centralizzati sono i più economici, i meno espandibili e sono afflitti da una moltitudine di cavi. I BMS distribuiti sono i più costosi, i più semplici da installare e offrono l'assemblaggio più pulito. I BMS modulari offrono un compromesso delle caratteristiche e dei problemi delle altre due topologie.

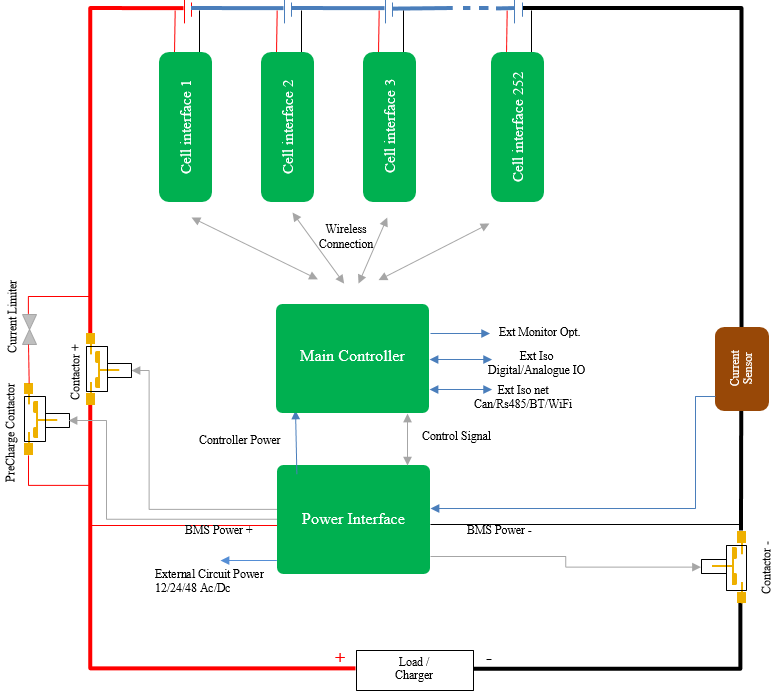
Comunicazione senza fili BMS

I requisiti per un BMS nelle applicazioni mobili (come i veicoli elettrici) e nelle applicazioni fisse (come gli UPS in stand-by in una sala server) sono piuttosto diversi, soprattutto per quanto riguarda i vincoli di spazio e peso, quindi le implementazioni hardware e software devono essere adattate all'uso specifico. Nel caso di veicoli elettrici o ibridi, il BMS è solo un sottosistema e non può funzionare come dispositivo autonomo. Deve comunicare almeno con un caricatore (o un'infrastruttura di ricarica), un carico, sottosistemi di gestione termica e di arresto di emergenza. Pertanto, in una buona progettazione del veicolo, il BMS è strettamente integrato con tali sottosistemi. Alcune piccole applicazioni mobili (come carrelli per apparecchiature mediche, sedie a rotelle motorizzate, scooter e carrelli elevatori) spesso dispongono di hardware di ricarica esterno, tuttavia il BMS di bordo deve comunque avere una stretta integrazione progettuale con il caricabatterie esterno.
Sono in uso vari metodi di bilanciamento della batteria, alcuni dei quali basati sulla teoria dello stato di carica.